# Jasienica Orawska
Jasienica Orawska (słow. Oravská Jasenica) – wieś (obec) w północnej Słowacji, w powiecie Namiestów, w kraju żylińskim. Po raz pierwszy wzmiankowana w 1588 roku jako Jasenicza.